# Nati nel 1984/Maggio
| Questa pagina contiene informazioni ricavate automaticamente dalle voci biografiche con l'ausilio del template Bio e di un bot. L'aggiornamento è periodico e automatico e ricostruisce completamente la pagina. Se manca una persona in questa lista, sei pregato di non aggiungerla, ma accertati piuttosto che la sua voce biografica contenga il template Bio e che i dati anagrafici siano correttamente compilati. Se il template Bio manca, inseriscilo tu stesso o, in alternativa, metti l'avviso {{tmp\|Bio}} che ne segnala la mancanza. Se i dati riportati sono sbagliati, correggi direttamente la voce biografica; le modifiche saranno visibili in questa lista entro pochi giorni. Per chiarimenti vedi il progetto biografie. La lista contiene solo le 442 persone che sono citate nell'enciclopedia e per le quali è stato implementato correttamente il template Bio. Pagina aggiornata al 18 ago 2025. |

- 1º maggio - David Backes, ex hockeista su ghiaccio statunitense
- 1º maggio - Kerry Bishé, attrice neozelandese
- 1º maggio - Mišo Brečko, ex calciatore sloveno
- 1º maggio - Adam Chadaj, ex tennista polacco
- 1º maggio - Sacha Dhawan, attore britannico
- 1º maggio - Alexander Farnerud, allenatore di calcio e ex calciatore svedese
- 1º maggio - Mikkel Boe Følsgaard, attore danese
- 1º maggio - Martina Guiggi, ex pallavolista italiana
- 1º maggio - Atsushi Kimura, ex calciatore giapponese
- 1º maggio - Keiichirō Koyama, cantante e attore giapponese
- 1º maggio - Li Na, tuffatrice cinese
- 1º maggio - Víctor Hugo Montaño, ex calciatore colombiano
- 1º maggio - Mindaugas Panka, ex calciatore lituano
- 1º maggio - Therry Racon, ex calciatore francese
- 1º maggio - Bruno Rossa, giocatore di calcio a 5 brasiliano
- 1º maggio - Henry Zebrowski, attore e umorista statunitense
- 2 maggio - Meshal Abdullah, calciatore qatariota
- 2 maggio - Atef Abu Bilal, calciatore palestinese
- 2 maggio - Fabian Barbiero, calciatore australiano
- 2 maggio - Valdemar Borovskij, ex calciatore lituano
- 2 maggio - Yasser Ibrahim Farag, discobolo e pesista egiziano
- 2 maggio - Kevin Hamilton, cestista statunitense
- 2 maggio - Yann Huguet, ex ciclista su strada francese
- 2 maggio - Charlie Johnson, giocatore di football americano statunitense
- 2 maggio - Yukari Kinga, calciatrice giapponese
- 2 maggio - Riccardo Mazzetti, tiratore a segno italiano
- 2 maggio - Saulius Mikoliūnas, ex calciatore lituano
- 2 maggio - Carmelina Moscato, allenatrice di calcio e ex calciatrice canadese
- 2 maggio - Sammy Okpro, ex giocatore di football americano e allenatore di football americano canadese
- 2 maggio - Marie-Luise Schramm, attrice, doppiatrice e conduttrice radiofonica tedesca
- 2 maggio - Thabo Sefolosha, ex cestista svizzero
- 2 maggio - Peter Thompson, ex calciatore nordirlandese
- 3 maggio - Angel Blue, soprano statunitense
- 3 maggio - Cheryl Burke, ballerina e personaggio televisivo statunitense
- 3 maggio - Mattia Cola, ex biatleta italiano
- 3 maggio - Pablo Frontini, allenatore di calcio e ex calciatore argentino
- 3 maggio - Morgan Kibby, cantante, musicista e attrice statunitense
- 3 maggio - Richard Kiplagat, ex mezzofondista keniota
- 3 maggio - Valtter Laaksonen, ex calciatore finlandese
- 3 maggio - Darrel Mitchell, ex cestista statunitense
- 3 maggio - Mohammed Musa, calciatore sudanese
- 3 maggio - Nam Sang-mi, attrice sudcoreana
- 3 maggio - Filippo Pagni, pallavolista italiano
- 3 maggio - Sergio Rosas, ex calciatore messicano
- 3 maggio - Ljudmila Sapova, ex cestista russa
- 3 maggio - Takanori Sugeno, calciatore giapponese
- 3 maggio - Jonathan Téhoué, ex calciatore francese
- 3 maggio - Ari Wegner, direttrice della fotografia australiana
- 4 maggio - Olumuyiwa Aganun, ex calciatore nigeriano
- 4 maggio - Brad Maddox, attore e ex wrestler statunitense
- 4 maggio - Enrico Cardoso Nazaré, ex calciatore brasiliano
- 4 maggio - Orange Cassidy, wrestler statunitense
- 4 maggio - Ol'ga Fateeva, ex pallavolista russa
- 4 maggio - Little Boots, cantautrice britannica
- 4 maggio - Christian Howard, attore, modello e artista marziale britannico
- 4 maggio - Sylvester Lefort, wrestler francese
- 4 maggio - Vjačeslav Michajlovič Lopatin, danzatore russo
- 4 maggio - Christine Manie, calciatrice camerunese
- 4 maggio - Sarah Meier, ex pattinatrice artistica su ghiaccio svizzera
- 4 maggio - Vasilikī Millousī, ex ginnasta greca
- 4 maggio - Anna Minoushka, wrestler canadese
- 4 maggio - Edward Morris, cestista statunitense
- 4 maggio - Dimitri Peters, judoka tedesco
- 4 maggio - Daniel Siebert, arbitro di calcio tedesco
- 4 maggio - Rasim Tagirbekov, ex calciatore russo
- 4 maggio - Pierre Tidjine, calciatore francese
- 4 maggio - Estibaliz Urresola Solaguren, regista, sceneggiatrice e produttrice cinematografica spagnola
- 5 maggio - Christopher Birchall, ex calciatore trinidadiano
- 5 maggio - Mike Brown, ex nuotatore canadese
- 5 maggio - Azzurra Cancelleri, politica italiana
- 5 maggio - Davide Caremi, ex calciatore italiano
- 5 maggio - Donata Columbro, giornalista italiana
- 5 maggio - Andrea Guatelli, calciatore italiano
- 5 maggio - Anne Horak Gallagher, attrice, cantante e ballerina statunitense
- 5 maggio - Shawn Huff, ex cestista finlandese
- 5 maggio - Hwang Jin-sung, ex calciatore sudcoreano
- 5 maggio - Radosław Janukiewicz, calciatore polacco
- 5 maggio - Silla, rapper tedesco
- 5 maggio - Gareth Steenson, rugbista a 15 e allenatore di rugby a 15 irlandese
- 6 maggio - Demarius Bolds, cestista statunitense
- 6 maggio - Juan Pablo Carrizo, ex calciatore argentino
- 6 maggio - Chiara Costazza, ex sciatrice alpina italiana
- 6 maggio - Miguel Escueta, cantante filippino
- 6 maggio - Fawzi Bashir, ex calciatore omanita
- 6 maggio - Diana Gaspari, giocatrice di curling italiana
- 6 maggio - Cassie Hawrysh, skeletonista canadese
- 6 maggio - Judith Hill, cantante, musicista e compositrice statunitense
- 6 maggio - Lukáš Kraus, ex cestista ceco
- 6 maggio - Oliver Lafayette, ex cestista statunitense
- 6 maggio - Simon Wachira, marciatore keniota
- 6 maggio - Bresha Webb, attrice statunitense
- 7 maggio - Marc Burch, ex calciatore statunitense
- 7 maggio - Hélder Cabral, calciatore portoghese
- 7 maggio - Daniela Ferolla, conduttrice televisiva e ex modella italiana
- 7 maggio - Miyuki Kanbe, modella, attrice e cantante giapponese († 2008)
- 7 maggio - Jennifer Maréchal, pallavolista francese
- 7 maggio - Donnie McGrath, ex cestista statunitense
- 7 maggio - Mark O'Brien, attore e regista canadese
- 7 maggio - Kevin Owens, wrestler canadese
- 7 maggio - Shavkat Raimqulov, ex calciatore uzbeko
- 7 maggio - Valeska Saab, modella ecuadoriana
- 7 maggio - Alex Smith, ex giocatore di football americano statunitense
- 7 maggio - Kim Smith, cestista canadese
- 7 maggio - Drew Stanton, giocatore di football americano statunitense
- 7 maggio - Loukas Stylianou, ex calciatore cipriota
- 8 maggio - Farid Belhimeur, ex cestista francese
- 8 maggio - Cameron Bennerman, ex cestista statunitense
- 8 maggio - Nadine Chandrawinata, modella indonesiana
- 8 maggio - Martin Compston, attore e ex calciatore scozzese
- 8 maggio - Amanda Lindsey Cook, cantante canadese
- 8 maggio - Martina Cortesi, ex calciatrice italiana
- 8 maggio - Michael Fabiano, tenore statunitense
- 8 maggio - Ariane Labed, attrice francese
- 8 maggio - Maksim Marcinkevič, attivista e criminale russo († 2020)
- 8 maggio - Lina Mayer, cantante slovacca
- 8 maggio - Mascha Müller, attrice tedesca
- 8 maggio - Jennifer Pareja, pallanuotista spagnola
- 8 maggio - Václav Procházka, calciatore ceco
- 8 maggio - Sandra Šarić, taekwondoka croata
- 9 maggio - Valeria Alberti, ex pallavolista italiana
- 9 maggio - Natália Falavigna, taekwondoka brasiliana
- 9 maggio - Kristian Flittie Onstad, calciatore norvegese
- 9 maggio - Gabriele Greco, bassista, contrabbassista e pianista italiano
- 9 maggio - Masami Hasegawa, giocatrice di bowling giapponese
- 9 maggio - Ayaka Hirahara, cantante giapponese
- 9 maggio - Jesper Jørgensen, ex calciatore danese
- 9 maggio - Ezra Klein, giornalista statunitense
- 9 maggio - J.R. Reynolds, ex cestista statunitense
- 9 maggio - Tomáš Rezek, calciatore ceco
- 9 maggio - Renata Ruiz, modella cilena
- 10 maggio - Alana Boyd, ex astista australiana
- 10 maggio - Emmanuel Callender, velocista trinidadiano
- 10 maggio - Pedro Cary, ex giocatore di calcio a 5 portoghese
- 10 maggio - Federica De Cola, attrice italiana
- 10 maggio - Aslı Enver, attrice turca
- 10 maggio - Sabina Hafner, ex bobbista e ex skeletonista svizzera
- 10 maggio - Sarah Katsoulis, nuotatrice australiana
- 10 maggio - Serhij Kovalenko, ex calciatore ucraino
- 10 maggio - Danilo Larangeira, ex calciatore brasiliano
- 10 maggio - Ben May, ex calciatore inglese
- 10 maggio - Toni Müller, giocatore di curling svizzero
- 10 maggio - Ricardo Pierre-Louis, ex calciatore haitiano
- 10 maggio - Martin Smedberg-Dalence, ex calciatore e allenatore di calcio svedese
- 10 maggio - Michal Šimečka, giornalista, politologo e politico slovacco
- 11 maggio - Willem Alberts, rugbista a 15 sudafricano
- 11 maggio - Marco Benedetti, doppiatore italiano
- 11 maggio - John Bowie, ex giocatore di football americano statunitense
- 11 maggio - Noah Bryant, pesista statunitense
- 11 maggio - Cyrille Carré, canoista francese
- 11 maggio - Victorio D'Alessandro, attore argentino
- 11 maggio - Andrés Iniesta, ex calciatore spagnolo
- 11 maggio - Daniel Kraus, allenatore di calcio e ex calciatore tedesco
- 11 maggio - Ivan Kryvošejenko, ex calciatore ucraino
- 11 maggio - Arttu Lappi, ex saltatore con gli sci finlandese
- 11 maggio - Suleka Mathew, attrice canadese
- 11 maggio - Luca Matteucci, ex cestista italiano
- 11 maggio - Christian Obodo, calciatore nigeriano
- 11 maggio - Veronika Rabada, cantante slovacca
- 11 maggio - Luis Robles, ex calciatore statunitense
- 11 maggio - Giggs, rapper e disc jockey britannico
- 11 maggio - Łukasz Trałka, ex calciatore polacco
- 11 maggio - Roko Ukić, ex cestista croato
- 11 maggio - Yang Hui-jong, cestista sudcoreano
- 11 maggio - Eglė Žygelytė, ex cestista lituana
- 12 maggio - Sajjad Anoushiravani, sollevatore iraniano
- 12 maggio - Emily Beecham, attrice britannica
- 12 maggio - Florian Blatter, hockeista su ghiaccio svizzero
- 12 maggio - Loredana Boboc, ex ginnasta rumena
- 12 maggio - Clare Bowen, attrice e cantante australiana
- 12 maggio - Michelle Campbell, ex cestista statunitense
- 12 maggio - John Carlson, ex giocatore di football americano statunitense
- 12 maggio - Anders Golding, tiratore a volo danese
- 12 maggio - Valentin Iglinskij, ex ciclista su strada kazako
- 12 maggio - Temur Jo'rayev, ex calciatore uzbeko
- 12 maggio - Allison Jones, sciatrice alpina e paraciclista statunitense
- 12 maggio - Yuliya Kolegova, pentatleta lituana
- 12 maggio - Adrianna Luna, attrice pornografica statunitense
- 12 maggio - Teariki Mateariki, calciatore cookese
- 12 maggio - Tommaso Reato, ex rugbista a 15 italiano
- 12 maggio - OnklP, rapper norvegese
- 12 maggio - Justin Williams, cestista statunitense
- 12 maggio - Markus Windisch, ex biatleta italiano
- 13 maggio - Jorge Deschamps, calciatore cileno
- 13 maggio - Dawn Harper-Nelson, ex ostacolista statunitense
- 13 maggio - Jesús Jiménez, pugile messicano
- 13 maggio - Mohamed Esnany, calciatore libico
- 13 maggio - Joe Neguse, politico statunitense
- 13 maggio - Hannah New, modella e attrice inglese
- 13 maggio - Mark O'Brien, calciatore irlandese
- 13 maggio - António Eduardo Pereira dos Santos, calciatore brasiliano
- 13 maggio - Leonardo Senatore, rugbista a 15 argentino
- 13 maggio - Alex Velea, cantautore, rapper e attore romeno
- 14 maggio - Anna Barańska, pallavolista polacca
- 14 maggio - Moustapha Diallo, ex calciatore senegalese
- 14 maggio - Luke Gregerson, giocatore di baseball statunitense
- 14 maggio - Kōsuke Kimura, ex calciatore giapponese
- 14 maggio - Branko Lazarević, ex calciatore serbo
- 14 maggio - Josanne Lucas, ostacolista trinidadiana
- 14 maggio - Olly Murs, cantautore e personaggio televisivo britannico
- 14 maggio - Lars Petter Nordhaug, ex ciclista su strada e mountain biker norvegese
- 14 maggio - Patrick Ochs, ex calciatore tedesco
- 14 maggio - Oh Yun-hee, schermitrice sudcoreana
- 14 maggio - Maksims Rafaļskis, ex calciatore lettone
- 14 maggio - Michael Rensing, ex calciatore tedesco
- 14 maggio - Nigel Reo-Coker, ex calciatore inglese
- 14 maggio - Oscar Rubio, calciatore spagnolo
- 14 maggio - Aurora Seranaj, allenatrice di calcio e ex calciatrice albanese
- 14 maggio - Glen Vella, cantante maltese
- 14 maggio - Hassan Yebda, allenatore di calcio e ex calciatore algerino
- 14 maggio - Mark Zuckerberg, informatico e imprenditore statunitense
- 14 maggio - Eder Luís de Carvalho, ex calciatore brasiliano
- 14 maggio - Gleison De Paula Souza, teologo brasiliano
- 14 maggio - Diego de Souza, ex calciatore uruguaiano
- 14 maggio - Kentarō Ōi, calciatore giapponese
- 15 maggio - Andrei Cristea, allenatore di calcio e ex calciatore rumeno
- 15 maggio - Iñigo Díaz de Cerio, ex calciatore spagnolo
- 15 maggio - Daniel King-Turner, ex tennista neozelandese
- 15 maggio - Paul Lawson, ex calciatore scozzese
- 15 maggio - Kregg Lumpkin, giocatore di football americano statunitense
- 15 maggio - Bryan Mattison, giocatore di football americano statunitense
- 15 maggio - Mr. Probz, cantante e rapper olandese
- 15 maggio - Emanuel Neto, ex cestista angolano
- 15 maggio - Natasha Suri, modella indiana
- 15 maggio - Juan Carlos Valenzuela, ex calciatore messicano
- 15 maggio - Zé Rodolpho, ex calciatore brasiliano
- 16 maggio - Osama Al-Muwallad, ex calciatore saudita
- 16 maggio - Noel Barrionuevo, hockeista su prato argentina
- 16 maggio - Darío Cvitanich, ex calciatore argentino
- 16 maggio - Quincy Douby, ex cestista statunitense
- 16 maggio - Darren Elkins, artista marziale misto statunitense
- 16 maggio - EVO-K, produttrice discografica, musicista e disc jockey italiana
- 16 maggio - James Fauntleroy, cantante, paroliere e produttore discografico statunitense
- 16 maggio - Jhon Kennedy Hurtado, ex calciatore colombiano
- 16 maggio - Issey Nakajima-Farran, ex calciatore canadese
- 16 maggio - T.J. Parker, ex cestista e allenatore di pallacanestro francese
- 16 maggio - Michele Petracci, canottiere e dirigente sportivo italiano
- 16 maggio - Rick Rypien, hockeista su ghiaccio canadese († 2011)
- 16 maggio - Soso Tamarau, lottatore nigeriano
- 17 maggio - Jayson Blair, attore statunitense
- 17 maggio - Christian Bolaños, ex calciatore costaricano
- 17 maggio - Igor' Denisov, ex calciatore russo
- 17 maggio - Hisato Izaki, attore giapponese
- 17 maggio - Yūsuke Izaki, attore giapponese
- 17 maggio - Andreas Kofler, ex saltatore con gli sci austriaco
- 17 maggio - Steven Levenson, sceneggiatore, librettista e drammaturgo statunitense
- 17 maggio - Jonas Müller, ex hockeista su ghiaccio svizzero
- 17 maggio - Tommy Naurin, ex calciatore svedese
- 17 maggio - Christine Ohuruogu, velocista britannica
- 17 maggio - Branimir Poljac, ex calciatore norvegese
- 17 maggio - Passenger, cantautore britannico
- 17 maggio - Domenico Valentino, pugile italiano
- 17 maggio - Lena Waithe, attrice, sceneggiatrice e produttrice televisiva statunitense
- 17 maggio - Irina Šichman, giornalista russa
- 18 maggio - Daniel Baier, dirigente sportivo e ex calciatore tedesco
- 18 maggio - Marcelus Kemp, ex cestista statunitense
- 18 maggio - Kamil Kopúnek, ex calciatore slovacco
- 18 maggio - Ivet Lalova-Collio, velocista bulgara
- 18 maggio - Dean Lewington, ex calciatore inglese
- 18 maggio - Carles Martínez Novell, allenatore di calcio spagnolo
- 18 maggio - Simon Pagenaud, pilota automobilistico francese
- 18 maggio - Darius Šilinskis, ex cestista lituano
- 18 maggio - Joakim Soria, ex giocatore di baseball messicano
- 18 maggio - Niki Terpstra, ex ciclista su strada e ex pistard olandese
- 19 maggio - Jesús Dátolo, ex calciatore argentino
- 19 maggio - Manuela Gostner, pilota automobilistica italiana
- 19 maggio - Josua Hoffalt, ballerino francese
- 19 maggio - Marcedes Lewis, giocatore di football americano statunitense
- 19 maggio - Emil Răducu, giocatore di calcio a 5 romeno
- 19 maggio - Janine Tischer, bobbista tedesca
- 19 maggio - Julius Wobay, ex calciatore sierraleonese
- 20 maggio - Ahmad Alhendawi, attivista giordano
- 20 maggio - Caetano Calil, ex calciatore brasiliano
- 20 maggio - Luciano Leonel Cuello, pugile argentino
- 20 maggio - Edorisi Ekhosuehi, ex calciatore nigeriano
- 20 maggio - Patrick Ewing, ex cestista e allenatore di pallacanestro statunitense
- 20 maggio - Dilarə Kazımova, cantante e attrice azera
- 20 maggio - Kim Dong-hyun, ex calciatore sudcoreano
- 20 maggio - Eunice Kirwa, ex maratoneta e mezzofondista keniota
- 20 maggio - Ricardo Lobo, ex calciatore brasiliano
- 20 maggio - Lucrezia Mantovani, politica italiana
- 20 maggio - Augusto Midana, lottatore guineense
- 20 maggio - Paula Myllyoja, calciatrice finlandese
- 20 maggio - Naturi Naughton, attrice e cantante statunitense
- 20 maggio - Palmira Cristina Marçal, cestista brasiliana
- 20 maggio - Pierre-Jean Peltier, canottiere francese
- 20 maggio - Kim Shaw, attrice canadese
- 20 maggio - Aleksandr Šlemenko, artista marziale misto russo
- 20 maggio - Darko Tasevski, ex calciatore macedone
- 21 maggio - Parag Agrawal, informatico e dirigente d'azienda indiano
- 21 maggio - Wouter Biebauw, ex calciatore belga
- 21 maggio - Marco Boni, astista e bobbista italiano
- 21 maggio - Jarrett Bush, ex giocatore di football americano statunitense
- 21 maggio - Brandon Fields, giocatore di football americano statunitense
- 21 maggio - George Florescu, ex calciatore rumeno
- 21 maggio - Michail Galaktionov, allenatore di calcio russo
- 21 maggio - Sara Goller, giocatrice di beach volley tedesca
- 21 maggio - Léandre Griffit, ex calciatore francese
- 21 maggio - Maiko Itai, modella giapponese
- 21 maggio - Marek Jarolím, ex calciatore ceco
- 21 maggio - Ali Kamé, multiplista e ostacolista malgascio
- 21 maggio - Mark McCutcheon, ex hockeista su ghiaccio statunitense
- 21 maggio - Ivo Minář, allenatore di tennis e ex tennista ceco
- 21 maggio - Gavrilo Petrović, ex calciatore montenegrino
- 21 maggio - Lorena Van Heerde, modella spagnola
- 21 maggio - Patrick Villars, ex calciatore ghanese
- 21 maggio - Valeryj Žukoŭski, ex calciatore bielorusso
- 22 maggio - Alex Bogdanović, ex tennista britannico
- 22 maggio - Jair Céspedes, calciatore peruviano
- 22 maggio - Steven Coppola, canottiere statunitense
- 22 maggio - Alessio Di Savino, ex pugile italiano
- 22 maggio - Shahab Gordan, calciatore iraniano
- 22 maggio - Laurence Halsted, schermidore britannico
- 22 maggio - Karoline Herfurth, attrice tedesca
- 22 maggio - Peter Jungschläger, ex calciatore olandese
- 22 maggio - Joe Lauzon, artista marziale misto statunitense
- 22 maggio - Chiara Luzzana, artista e compositrice italiana
- 22 maggio - Dustin Moskovitz, imprenditore statunitense
- 22 maggio - Keita Nakamura, artista marziale misto giapponese
- 22 maggio - Nderim Nedžipi, ex calciatore macedone
- 22 maggio - Bismarck du Plessis, rugbista a 15 sudafricano
- 22 maggio - Zoran Rendulić, ex calciatore serbo
- 22 maggio - Borislav Topić, ex calciatore bosniaco
- 23 maggio - Chrīstos Afroudakīs, ex pallanuotista greco
- 23 maggio - Hugo Almeida, allenatore di calcio e ex calciatore portoghese
- 23 maggio - André Brasil, nuotatore brasiliano
- 23 maggio - Alessandro D'Ambrosi, attore e regista italiano
- 23 maggio - Ross Davenport, ex nuotatore britannico
- 23 maggio - Brandon Marshall, ex giocatore di football americano statunitense
- 23 maggio - Hannu Patronen, ex calciatore finlandese
- 23 maggio - David Schlachtenhaufen, attore statunitense
- 23 maggio - Washington Torres, ex calciatore cileno
- 23 maggio - Adam Wylie, attore e doppiatore statunitense
- 23 maggio - Giōrgos Zīsopoulos, ex calciatore greco
- 24 maggio - Lucien Aubey, ex calciatore francese
- 24 maggio - Nelson Benítez, ex calciatore argentino
- 24 maggio - Monica Bergamelli, allenatrice di ginnastica e ex ginnasta italiana
- 24 maggio - Wilma González, modella spagnola
- 24 maggio - Sarah Hagan, attrice statunitense
- 24 maggio - Jonas Pinto Junior, giocatore di calcio a 5 brasiliano
- 24 maggio - Vid Kavticnik, ex pallamanista sloveno
- 24 maggio - Dmitri Kruglov, calciatore estone
- 24 maggio - Simone Mendes, cantante brasiliana
- 24 maggio - Pak Kin Lao, calciatore macaense
- 24 maggio - Ludovic Quistin, calciatore francese († 2012)
- 24 maggio - Alma Zadić, avvocata e politica austriaca
- 25 maggio - Markus Brzenska, allenatore di calcio e ex calciatore tedesco
- 25 maggio - Iván Cuéllar, calciatore spagnolo
- 25 maggio - Shawne Merriman, ex giocatore di football americano statunitense
- 25 maggio - Cihan Ercan, attore turco
- 25 maggio - Sōkratīs Fytanidīs, ex calciatore greco
- 25 maggio - Wendel Raúl Gonçalves Gomes, ex calciatore brasiliano
- 25 maggio - Darrell Harris, cestista statunitense
- 25 maggio - Tere Jiménez, politica messicana
- 25 maggio - Austin Makacha, ex calciatore keniota
- 25 maggio - Emma Marrone, cantautrice e attrice italiana
- 25 maggio - Kostas Martakis, cantante greco
- 25 maggio - Vumi Ley Matampi, calciatore della Repubblica Democratica del Congo
- 25 maggio - Maria Pallini, politica italiana
- 25 maggio - Gabriel Petrović, ex calciatore svedese
- 25 maggio - Sebastian Piovesan, bassista e compositore italiano
- 25 maggio - Vladimir Prochorov, slittinista russo
- 25 maggio - Marion Raven, cantautrice e musicista norvegese
- 25 maggio - Mirnel Sadović, ex calciatore bosniaco
- 25 maggio - Liz Shimek, ex cestista statunitense
- 25 maggio - Sergeý Skorıx, calciatore kazako
- 25 maggio - Arturo Tizón, pilota motociclistico spagnolo († 2021)
- 25 maggio - Unnur Birna Vilhjálmsdóttir, modella islandese
- 25 maggio - Carla Cox, attrice pornografica ceca
- 26 maggio - Jamie Lynn Gray, tiratrice a segno statunitense
- 26 maggio - Gabriela Kubatová, ex cestista slovacca
- 26 maggio - Charlene McKenna, attrice irlandese
- 26 maggio - Patrick Milchraum, ex calciatore tedesco
- 26 maggio - Mikel Nieve, ex ciclista su strada spagnolo
- 26 maggio - César Sempere, ex rugbista a 15 e imprenditore spagnolo
- 26 maggio - Łukasz Szukała, ex calciatore polacco
- 26 maggio - Óscar Velázquez, giocatore di calcio a 5 paraguaiano
- 26 maggio - Borja Vivas, pesista spagnolo
- 27 maggio - Blake Ahearn, ex cestista e allenatore di pallacanestro statunitense
- 27 maggio - Darin Brooks, attore statunitense
- 27 maggio - Miguel González, giocatore di baseball messicano
- 27 maggio - Pierre-Yves Guillard, ex cestista francese
- 27 maggio - Miku Matsubayashi, calciatrice giapponese
- 27 maggio - Chris McCray, ex cestista statunitense
- 27 maggio - Filipe Oliveira, ex calciatore portoghese
- 27 maggio - Samal Saeed, calciatore iracheno
- 27 maggio - Samir Šarić, ex calciatore bosniaco
- 27 maggio - Tsai Pei-chen, cestista taiwanese
- 28 maggio - Yulián Anchico, ex calciatore colombiano
- 28 maggio - Giannīs Arampatzīs, ex calciatore greco
- 28 maggio - Venera Faritovna Gimadieva, soprano russo
- 28 maggio - Vadim Harchenko, calciatore kirghiso
- 28 maggio - Petro Koval'čuk, calciatore ucraino
- 28 maggio - Heather McPhie, ex sciatrice freestyle statunitense
- 28 maggio - Park Won-jae, calciatore sudcoreano
- 28 maggio - Bojana Vulić, ex cestista serba
- 28 maggio - J.R. Writer, rapper statunitense
- 29 maggio - Carmelo Anthony, ex cestista statunitense
- 29 maggio - Andrew Crofts, allenatore di calcio e ex calciatore gallese
- 29 maggio - Hamza Fatah, lottatore francese
- 29 maggio - Pietro Figlioli, pallanuotista italiano
- 29 maggio - Gabriel Enrique Gómez, ex calciatore panamense
- 29 maggio - Gauthier Grumier, schermidore francese
- 29 maggio - Prapawadee Jaroenrattanatarakoon, sollevatrice thailandese
- 29 maggio - Nia Jax, wrestler statunitense
- 29 maggio - Funmi Jimoh, ex lunghista statunitense
- 29 maggio - Will Johnson, rugbista a 15 statunitense
- 29 maggio - Alysson Paradis, attrice francese
- 29 maggio - Kaycee Stroh, attrice e ballerina statunitense
- 29 maggio - Aleksej Tiščenko, pugile russo
- 29 maggio - Ina Wroldsen, cantautrice norvegese
- 29 maggio - Tiago dos Santos Alves, ex calciatore brasiliano
- 30 maggio - Johan Eklund, ex calciatore svedese
- 30 maggio - Markos Geneti, ex mezzofondista e maratoneta etiope
- 30 maggio - Islom Inomov, ex calciatore uzbeko
- 30 maggio - Martin Kohlmaier, ex cestista austriaco
- 30 maggio - Agnès Llobet, attrice, poetessa e modella spagnola
- 30 maggio - Juan Pablo Pereyra, ex calciatore argentino
- 30 maggio - Málfríður Erna Sigurðardóttir, calciatrice islandese
- 30 maggio - Alexander Sulzer, hockeista su ghiaccio tedesco
- 30 maggio - Gessica Turato, ex ciclista su strada e pistard italiana
- 30 maggio - Kostja Ullmann, attore tedesco
- 30 maggio - DeWanda Wise, attrice statunitense
- 30 maggio - Moriah van Norman, ex pallanuotista statunitense
- 31 maggio - Matías Alustiza, calciatore argentino
- 31 maggio - Luke Arnold, attore australiano
- 31 maggio - Milorad Čavić, ex nuotatore serbo
- 31 maggio - Jérôme Clementz, mountain biker francese
- 31 maggio - Svetoslav Djakov, ex calciatore bulgaro
- 31 maggio - Yael Grobglas, attrice e cantante israeliana
- 31 maggio - Emma Leonard, attrice e doppiatrice australiana
- 31 maggio - Marcus Vinicius Vieira de Sousa, cestista brasiliano
- 31 maggio - Anne Mattila, cantante finlandese
- 31 maggio - Shō Naruoka, ex calciatore giapponese
- 31 maggio - Vivian Nixon, attrice e ballerina statunitense
- 31 maggio - David de Paula, ex calciatore spagnolo
- 31 maggio - Sanja Popović, pallavolista croata
- 31 maggio - Nate Robinson, ex cestista statunitense
- 31 maggio - Daniela Samulski, nuotatrice tedesca († 2018)
- 31 maggio - Jason Smith, attore australiano
- 31 maggio - Yūta Takahashi, attore e modello giapponese
- 31 maggio - Ahmet Tansu Taşanlar, attore turco
- 31 maggio - Oswaldo Vizcarrondo, allenatore di calcio e ex calciatore venezuelano